# Svetovno prvenstvo v hokeju na ledu 2009 - elitna divizija, postave

## Skupina A

### Belorusija[1]
- Selektor:  Glen Hanlon

| Položaj | #  | Igralec               | Moštvo                 |
| ------- | -- | --------------------- | ---------------------- |
| GK      | 1  | Vitali Koval          | Dinamo Minsk           |
| GK      | 31 | Andrei Mezin          | Metallurg Magnitogorsk |
| GK      | 35 | Igor Brikun           | Gomel                  |
| D       | 3  | Ivan Usenko           | Gomel                  |
| D       | 4  | Aleksander Makricki   | Dinamo Minsk           |
| D       | 5  | Aleksander Rjadinski  | Yunost Minsk           |
| D       | 7  | Vladimir Denisov      | Hartford Wolf Pack     |
| D       | 24 | Ruslan Salei (A)      | Colorado Avalanche     |
| D       | 29 | Andrei Baško          | Metallurg Zhlobin      |
| D       | 43 | Viktor Kostjučenok    | Yunost Minsk           |
| D       | 85 | Andrei Antonov        | Dinamo Minsk           |
| F       | 8  | Andrei Mikhalev       | Dinamo Minsk           |
| F       | 10 | Oleg Antonenko (A)    | MVD                    |
| F       | 11 | Aleksander Kulakov    | Dinamo Minsk           |
| F       | 15 | Jevgenij Koviršin     | Keramin Minsk          |
| F       | 16 | Mikhail Stefanovič    | Québec Remparts        |
| F       | 18 | Aleksei Ugarov        | MVD                    |
| F       | 19 | Dmitri Meleško        | Dinamo Minsk           |
| F       | 23 | Andrei Stas           | Dinamo Minsk           |
| F       | 28 | Konstantin Kolcov (C) | Salavat Yulaev Ufa     |
| F       | 59 | Sergei Demagin        | Dinamo Minsk           |
| F       | 68 | Jaroslav Čupris       | Dinamo Minsk           |
| F       | 71 | Aleksei Kaljužni      | Dynamo Moscow          |
| F       | 84 | Mihail Grabovski      | Toronto Maple Leafs    |

### Kanada[2]
- Selektor:  Lindy Ruff

| Položaj | #  | Igralec          | Moštvo                |
| ------- | -- | ---------------- | --------------------- |
| GK      | 30 | Dwayne Roloson   | Edmonton Oilers       |
| GK      | 37 | Josh Harding     | Minnesota Wild        |
| GK      | 50 | Chris Mason      | St. Louis Blues       |
| D       | 2  | Dan Hamhuis      | Nashville Predators   |
| D       | 3  | Drew Doughty     | Los Angeles Kings     |
| D       | 4  | Chris Phillips   | Ottawa Senators       |
| D       | 5  | Luke Schenn      | Toronto Maple Leafs   |
| D       | 6  | Shea Weber (A)   | Nashville Predators   |
| D       | 7  | Ian White        | Toronto Maple Leafs   |
| D       | 29 | Joel Kwiatkowski | Severstal Cherepovets |
| F       | 8  | Scottie Upshall  | Phoenix Coyotes       |
| F       | 9  | Derek Roy        | Buffalo Sabres        |
| F       | 10 | Shawn Horcoff    | Edmonton Oilers       |
| F       | 12 | Mike Fisher      | Ottawa Senators       |
| F       | 15 | Dany Heatley (A) | Ottawa Senators       |
| F       | 17 | Steven Stamkos   | Tampa Bay Lightning   |
| F       | 18 | Matthew Lombardi | Phoenix Coyotes       |
| F       | 19 | Shane Doan (C)   | Phoenix Coyotes       |
| F       | 20 | Colby Armstrong  | Atlanta Thrashers     |
| F       | 26 | Martin St. Louis | Tampa Bay Lightning   |
| F       | 28 | James Neal       | Dallas Stars          |
| F       | 91 | Jason Spezza     | Ottawa Senators       |

### Madžarska[3]
- Selektor:  Pat Cortina

| Položaj | #  | Igralec             | Moštvo                    |  |
| ------- | -- | ------------------- | ------------------------- |  |
| GK      | 1  | Krisztián Budai     | Kežmarok                  |  |
| GK      | 29 | Zoltán Hetényi      | Alba Volán Székesfehérvár |  |
| GK      | 31 | Levente Szuper      | Alba Volán Székesfehérvár |  |
| D       | 4  | András Horváth      | Alba Volán Székesfehérvár |  |
| D       | 5  | Viktor Szélig (A)   | Briançon Alpes Provence   |  |
| D       | 6  | Viktor Tokaji       | Alba Volán Székesfehérvár |  |
| D       | 14 | Ondrejcik Rastislav | Alba Volán Székesfehérvár |  |
| D       | 25 | Balázs Kangyal (C)  | NZ-Budapest Stars         |  |
| D       | 33 | Bence Svasznek      | NZ-Budapest Stars         |  |
| D       | 43 | Tamás Sille         | NZ-Budapest Stars         |  |
| D       | 63 | Omar Ennaffati      | Diables Noirs de Tours    |  |
| F       | 2  | Csaba Kovács        | Alba Volán Székesfehérvár |  |
| F       | 9  | András Benk         | Alba Volán Székesfehérvár |  |
| F       | 11 | Balázs Ladányi (A)  | Briançon Alpes Provence   |  |
| F       | 13 | Csaba Jánosi        | Ferencváros               |  |
| F       | 15 | Gergely Majoross    | NZ-Budapest Stars         |  |
| F       | 16 | Dániel Kóger        | Red Bull Salzburg         |  |
| F       | 21 | János Vas           | Brynäs                    |  |
| F       | 22 | Roger Holéczy       | NZ-Budapest Stars         |  |
| F       | 24 | Krisztián Palkovics | Alba Volán Székesfehérvár |  |
| F       | 42 | Márton Vas          | Briançon Alpes Provence   |  |
| F       | 77 | Imre Peterdi        | Dunaújvárosi Acélbikák    |  |
| F       | 78 | Artyom Vaszjunyin   | Alba Volán Székesfehérvár |  |
| F       | 91 | Dániel Fekete       | Alba Volán Székesfehérvár |  |
| F       | 98 | Gergő Nagy          | Alba Volán Székesfehérvár |  |

### Slovaška[4]
- Selektor:  Ján Filc

| Položaj | #  | Igralec               | Moštvo                |
| ------- | -- | --------------------- | --------------------- |
| GK      | 25 | Ján Lašák             | Pardubice             |
| GK      | 31 | Rastislav Staňa       | Severstal Cherepovets |
| GK      | 41 | Jaroslav Halák        | Montreal Canadiens    |
| D       | 6  | Peter Smrek           | Lasselsberger Plzeň   |
| D       | 7  | Ivan Baranka          | Spartak Moscow        |
| D       | 12 | Ivan Švarný           | Litvínov              |
| D       | 15 | Dominik Graňák        | Färjestad             |
| D       | 29 | René Vydarený         | České Budějovice      |
| D       | 43 | Jaroslav Obšut        | Luleå                 |
| D       | 44 | Andrej Sekera         | Buffalo Sabres        |
| D       | 48 | Boris Valábik         | Atlanta Thrashers     |
| F       | 4  | Jiří Bicek            | Biel                  |
| F       | 10 | Milan Bartovič        | Bílí Tygři Liberec    |
| F       | 14 | Štefan Ružička        | Spartak Moscow        |
| F       | 17 | Michal Macho          | Martin                |
| F       | 19 | Rastislav Pavlikovský | Sibir Novosibirsk     |
| F       | 20 | Juraj Štefanka        | Vítkovice             |
| F       | 23 | Ľuboš Bartečko (C)    | Luleå                 |
| F       | 26 | Michal Handzuš (A)    | Los Angeles Kings     |
| F       | 27 | Ladislav Nagy (A)     | Severstal Cherepovets |
| F       | 28 | Peter Ölvecký         | Minnesota Wild        |
| F       | 34 | Tomáš Surový          | Linköping             |
| F       | 71 | Juraj Mikúš           | HK 36 Skalica         |
| F       | 81 | Marcel Hossa          | Dinamo Riga           |
| F       | 92 | Branko Radivojevič    | Spartak Moscow        |

## Skupina B

### Francija[5]
- Selektor:  David Henderson

| Položaj | #  | Igralec                  | Moštvo                  |
| ------- | -- | ------------------------ | ----------------------- |
| GK      | 1  | Eddy Ferhi               | Brûleurs de loups       |
| GK      | 42 | Fabrice Lhenry           | EfB                     |
| GK      | 92 | Henri-Corentin Buysse    | Gothiques d'Amiens      |
| D       | 3  | Vincent Bachet (A)       | Gothiques d'Amiens      |
| D       | 16 | Benoît Quessandier       | Dauphins d'Épinal       |
| D       | 27 | Baptiste Amar (A)        | Brûleurs de loups       |
| D       | 29 | Mathieu Mille            | Morzine-Avoriaz         |
| D       | 38 | Thomas Roussel           | Gothiques d'Amiens      |
| D       | 44 | Antonin Manavian         | Brûleurs de loups       |
| D       | 71 | Kevin Igier              | Ducs d'Angers           |
| D       | 72 | Gary Lévêque             | Briançon Alpes Provence |
| F       | 7  | Yorick Treille           | Vítkovice               |
| F       | 10 | Laurent Meunier (C)      | Fribourg-Gottéron       |
| F       | 11 | François Rozenthal       | Morzine-Avoriaz         |
| F       | 13 | Jonathan Zwikel          | Morzine-Avoriaz         |
| F       | 14 | Stéphane da Costa        | Sioux City Musketeers   |
| F       | 18 | Luc Tardif               | Morzine-Avoriaz         |
| F       | 20 | Damien Raux              | Briançon Alpes Provence |
| F       | 21 | Cyril Papa               | Ours de Villard-de-Lans |
| F       | 26 | Anthoine Lussier         | La Chaux-de-Fonds       |
| F       | 28 | Laurent Gras             | Morzine-Avoriaz         |
| F       | 41 | Pierre-Édouard Bellemare | Skellefteå              |
| F       | 77 | Sacha Treille            | Färjestad               |
| F       | 84 | Kevin Hecquefeuille      | Nybro Vikings           |
| F       | 86 | Damien Fleury            | Brûleurs de loups       |

### Nemčija[6]
- Selektor:  Uwe Krupp

| Položaj | #  | Igralec             | Moštvo                      |
| ------- | -- | ------------------- | --------------------------- |
| GK      | 1  | Dimitrij Kotschnew  | Spartak Moscow              |
| GK      | 32 | Dimitri Pätzold     | Hannover Scorpions          |
| GK      | 44 | Dennis Endras       | Augsburger Panther          |
| D       | 6  | Sven Butenschoen    | Adler Mannheim              |
| D       | 7  | Christopher Schmidt | Iserlohn Roosters           |
| D       | 8  | Sebastian Osterloh  | Frankfurt Lions             |
| D       | 13 | Christoph Schubert  | Ottawa Senators             |
| D       | 22 | Michael Bakos (A)   | ERC Ingolstadt              |
| D       | 31 | Andreas Renz (C)    | Kölner Haie                 |
| D       | 48 | Frank Hördler       | Eisbären Berlin             |
| D       | 77 | Nikolai Goc         | Hannover Scorpions          |
| D       | 91 | Moritz Müller       | Kölner Haie                 |
| F       | 11 | Sven Felski         | Eisbären Berlin             |
| F       | 15 | Travis James Mulock | EC Bad Tölz                 |
| F       | 16 | Michael Wolf        | Iserlohn Roosters           |
| F       | 17 | Jochen Hecht (A)    | Buffalo Sabres              |
| F       | 18 | Kai Hospelt         | EHC Wolfsburg Grizzly Adams |
| F       | 24 | Andre Rankel        | Eisbären Berlin             |
| F       | 26 | Daniel Kreutzer     | DEG Metro Stars             |
| F       | 29 | Alexander Barta     | Hamburg Freezers            |
| F       | 33 | Michael Hackert     | Adler Mannheim              |
| F       | 36 | Yannic Seidenberg   | ERC Ingolstadt              |
| F       | 47 | Christoph Ullmann   | Kölner Haie                 |
| F       | 50 | Patrick Hager       | Krefeld Pinguine            |
| F       | 87 | Philip Gogulla      | Kölner Haie                 |

### Rusija[7]
- Selektor:  Vjačeslav Bikov

| Položaj | #  | Igralec              | Moštvo                  |
| ------- | -- | -------------------- | ----------------------- |
| GK      | 1  | Aleksander Eremenko  | Salavat Yulaev Ufa      |
| GK      | 30 | Ilja Brizgalov       | Phoenix Coyotes         |
| GK      | 83 | Vasilij Košečkin     | HC Lada Togliatti       |
| D       | 3  | Vitalij Višnevski    | Lokomotiv Yaroslavl     |
| D       | 5  | Ilja Nikulin         | Ak Bars Kazan           |
| D       | 6  | Anton Volčenkov      | Ottawa Senators         |
| D       | 7  | Dmitri Kalinin       | Phoenix Coyotes         |
| D       | 22 | Konstantin Kornejev  | HC CSKA Moscow          |
| D       | 27 | Vitalij Atjušov      | Metallurg Magnitogorsk  |
| D       | 37 | Denis Grebeškov      | Edmonton Oilers         |
| D       | 45 | Vitali Proškin       | Salavat Yulaev Ufa      |
| D       | 70 | Oleg Tverdovski (A)  | Salavat Yulaev Ufa      |
| F       | 10 | Sergei Mozjakin      | HC Atlant Moscow Oblast |
| F       | 16 | Aleksander Perežogin | Salavat Yulaev Ufa      |
| F       | 19 | Anton Kurjanov       | Avangard Omsk           |
| F       | 21 | Konstantin Gorovikov | SKA Saint Petersburg    |
| F       | 23 | Aleksei Tereščenko   | Salavat Yulaev Ufa      |
| F       | 24 | Aleksander Frolov    | Los Angeles Kings       |
| F       | 25 | Danis Zaripov        | Ak Bars Kazan           |
| F       | 42 | Sergei Zinovjev      | HC Dynamo Moscow        |
| F       | 47 | Aleksander Radulov   | Salavat Yulaev Ufa      |
| F       | 71 | Ilja Kovalčuk (A)    | Atlanta Thrashers       |
| F       | 91 | Oleg Saprikin        | HC CSKA Moscow          |
| F       | 95 | Aleksei Morozov (C)  | Ak Bars Kazan           |

### Švica[8]
- Selektor:  Ralph Krueger

| Položaj | #  | Igralec               | Moštvo              |
| ------- | -- | --------------------- | ------------------- |
| GK      | 26 | Martin Gerber         | Toronto Maple Leafs |
| GK      | 66 | Ronnie Rueger         | Kloten Flyers       |
| D       | 5  | Severin Blindenbacher | ZSC Lions           |
| D       | 7  | Mark Streit (C)       | New York Islanders  |
| D       | 16 | Raphael Díaz          | EV Zug              |
| D       | 13 | Félicien Du Bois      | Kloten Flyers       |
| D       | 31 | Mathias Seger         | ZSC Lions           |
| D       | 54 | Philippe Furrer       | SC Bern             |
| D       | 57 | Goran Bezina          | Genève-Servette HC  |
| D       | 90 | Roman Josi            | SC Bern             |
| F       | 10 | Andreas Ambühl        | HC Davos            |
| F       | 14 | Roman Wick            | Roman Wick          |
| F       | 18 | Thomas Déruns         | Genève-Servette HC  |
| F       | 23 | Thierry Paterlini     | HC Lugano           |
| F       | 25 | Thibaut Monnet        | ZSC Lions           |
| F       | 28 | Martin Plüss          | SC Bern             |
| F       | 32 | Ivo Rüthemann (A)     | SC Bern             |
| F       | 35 | Sandy Jeannin (A)     | Fribourg-Gottéron   |
| F       | 38 | Thomas Ziegler        | SC Bern             |
| F       | 39 | Raffaele Sannitz      | HC Lugano           |
| F       | 51 | Ryan Gardner          | ZSC Lions           |
| F       | 67 | Romano Lemm           | HC Lugano           |
| F       | 88 | Kevin Romy            | HC Lugano           |

## Skupina C

### Avstrija[9]
- Selektor:  Lars Bergström

| Položaj | #  | Igralec                   | Moštvo                |
| ------- | -- | ------------------------- | --------------------- |
| GK      | 29 | Jürgen Penker             | Rögle                 |
| GK      | 30 | Bernd Brückler            | Espoo Blues           |
| GK      | 38 | Bernhard Starkbaum        | VSV                   |
| D       | 4  | Gerhard Unterluggauer (C) | TWK Innsbruck         |
| D       | 11 | Philippe Lakos            | TWK Innsbruck         |
| D       | 24 | Darcy Werenka             | Vienna Capitals       |
| D       | 27 | Jeremy Rebek (A)          | Red Bull Salzburg     |
| D       | 32 | Andre Lakos               | Traktor Chelyabinsk   |
| D       | 39 | Martin Oraže              | VSV                   |
| D       | 41 | Mario Altmann             | Vienna Capitals       |
| D       | 55 | Robert Lukas              | Black Wings Linz      |
| F       | 8  | Roland Kaspitz            | VSV                   |
| F       | 12 | Michael Raffl             | VSV                   |
| F       | 14 | Andreas Nödl              | Philadelphia Phantoms |
| F       | 15 | Paul Schellander          | KAC                   |
| F       | 18 | Thomas Koch (A)           | Red Bull Salzburg     |
| F       | 21 | Matthias Trattnig         | Red Bull Salzburg     |
| F       | 26 | Thomas Vanek              | Buffalo Sabres        |
| F       | 34 | Markus Peintner           | VSV                   |
| F       | 37 | Andreas Kristler          | VSV                   |
| F       | 45 | David Schuller            | KAC                   |
| F       | 47 | Harald Ofner              | TWK Innsbruck         |
| F       | 61 | Christoph Harand          | KAC                   |
| F       | 79 | Gregor Baumgartner        | VSV                   |
| F       | 91 | Oliver Setzinger          | SCL Tigers            |

### Latvija[10]
- Selektor:  Oļegs Znaroks

| Položaj | #  | Igralec                | Moštvo                  |
| ------- | -- | ---------------------- | ----------------------- |
| GK      | 1  | Dmitrijs Žabotinskis   | HK Liepajas Metalurgs   |
| GK      | 30 | Sergejs Naumovs        | Dinamo Riga             |
| GK      | 31 | Edgars Masaļskis       | EV Duisburg             |
| D       | 2  | Rodrigo Laviņš (A)     | Dinamo Riga             |
| D       | 3  | Oskars Bārtulis        | Philadelphia Phantoms   |
| D       | 7  | Kārlis Skrastiņš (C)   | Florida Panthers        |
| D       | 11 | Kristaps Sotnieks      | Dinamo Riga             |
| D       | 13 | Guntis Galviņš         | Dinamo Riga             |
| D       | 15 | Aleksandrs Jerofejevs  | Neftekhimik Nizhnekamsk |
| D       | 18 | Georgijs Pujacs        | Dinamo Riga             |
| D       | 22 | Oļegs Sorokins         | Dinamo Riga             |
| D       | 26 | Krišjānis Rēdlihs      | Dinamo Riga             |
| F       | 5  | Jānis Sprukts          | Rochester Americans     |
| F       | 9  | Mārtiņš Karsums        | Tampa Bay Lightning     |
| F       | 10 | Lauris Dārziņš         | Dinamo Riga             |
| F       | 12 | Herberts Vasiļjevs (A) | Krefeld Pinguine        |
| F       | 14 | Guntis Džeriņš         | MHC Martin              |
| F       | 16 | Aleksejs Širokovs      | Dinamo Riga             |
| F       | 17 | Aleksandrs Ņiživijs    | Dinamo Riga             |
| F       | 19 | Miķelis Rēdlihs        | Dinamo Riga             |
| F       | 21 | Armands Bērziņš        | Dinamo Riga             |
| F       | 28 | Roberts Jekimovs       | Brynäs IF               |
| F       | 29 | Aigars Cipruss         | Dinamo Riga             |
| F       | 47 | Mārtiņš Cipulis        | Dinamo Riga             |
| F       | 75 | Ģirts Ankipāns         | Dinamo Riga             |

### Švedska[11]
- Selektor:  Bengt-Åke Gustafsson

| Položaj | #  | Igralec              | Moštvo                |
| ------- | -- | -------------------- | --------------------- |
| GK      | 1  | Stefan Liv           | HV71                  |
| GK      | 30 | Johan Holmqvist      | Frölunda Indians      |
| GK      | 50 | Jonas Gustavsson     | Färjestads BK         |
| D       | 2  | Nicklas Grossman     | Dallas Stars          |
| D       | 4  | Johan Åkerman        | Lokomotiv Yaroslavl   |
| D       | 6  | Magnus Johansson (A) | Atlant Mytishchi      |
| D       | 11 | Carl Gunnarsson      | Linköping HC          |
| D       | 28 | Dick Tärnström       | AIK Stockholm         |
| D       | 29 | Kenny Jönsson (C)    | Rögle BK              |
| D       | 36 | Anton Strålman       | Toronto Maple Leafs   |
| D       | 39 | Tobias Enström       | Atlanta Thrashers     |
| F       | 9  | Tony Mårtensson      | Ak Bars Kazan         |
| F       | 10 | Martin Thörnberg     | HV71                  |
| F       | 14 | Patrik Berglund      | St. Louis Blues       |
| F       | 15 | Rickard Wallin (A)   | Färjestads BK         |
| F       | 16 | Johan Andersson      | Timrå IK              |
| F       | 20 | Joel Lundqvist       | Dallas Stars          |
| F       | 21 | Loui Eriksson        | Dallas Stars          |
| F       | 22 | Niklas Persson       | Linköping HC          |
| F       | 23 | Linus Omark          | Luleå HF              |
| F       | 24 | Johan Harju          | Luleå HF              |
| F       | 26 | Marcus Nilson        | Lokomotiv Yaroslavl   |
| F       | 60 | Kristian Huselius    | Columbus Blue Jackets |
| F       | 80 | Mattias Weinhandl    | Dynamo Moscow         |

### ZDA[12]
- Selektor:  Ron Wilson

| Položaj | #  | Igralec            | Moštvo                     |
| ------- | -- | ------------------ | -------------------------- |
| GK      | 31 | Robert Esche       | SKA St. Petersburg         |
| GK      | 35 | Al Montoya         | Phoenix Coyotes            |
| D       | 2  | Keith Ballard      | Florida Panthers           |
| D       | 3  | Jack Johnson       | Los Angeles Kings          |
| D       | 4  | Zach Bogosian      | Atlanta Thrashers          |
| D       | 5  | Matt Niskanen      | Dallas Stars               |
| D       | 6  | Ron Hainsey (A)    | Atlanta Thrashers          |
| D       | 7  | Peter Harrold      | Los Angeles Kings          |
| D       | 15 | John-Michael Liles | Colorado Avalanche         |
| D       | 20 | Ryan Suter         | Nashville Predators        |
| F       | 9  | Kyle Okposo        | New York Islanders         |
| F       | 12 | Patrick O’Sullivan | Edmonton Oilers            |
| F       | 17 | Nick Foligno       | Ottawa Senators            |
| F       | 21 | Drew Stafford      | Buffalo Sabres             |
| F       | 22 | Lee Stempniak      | Toronto Maple Leafs        |
| F       | 23 | Dustin Brown (C)   | Los Angeles Kings          |
| F       | 26 | Ryan Shannon       | Ottawa Senators            |
| F       | 33 | Colin Wilson       | Boston University Terriers |
| F       | 42 | David Backes       | St. Louis Blues            |
| F       | 49 | Colin Stuart       | Atlanta Thrashers          |
| F       | 55 | Jason Blake (A)    | Toronto Maple Leafs        |
| F       | 74 | T.J. Oshie         | St. Louis Blues            |

## Skupina D

### Češka[13]
- Selektor:  Vladimír Růžička

| Položaj | #  | Igralec            | Moštvo                  |
| ------- | -- | ------------------ | ----------------------- |
| GK      | 25 | Martin Prusek      | Dinamo Riga             |
| GK      | 33 | Jakub Stepanek     | HC Vítkovice            |
| GK      | 51 | Lukas Mensator     | HC Energie Karlovy Vary |
| D       | 3  | Marek Židlický (C) | Minnesota Wild          |
| D       | 5  | Roman Polák        | St. Louis Blues         |
| D       | 6  | Ondrej Nemec       | HC Energie Karlovy Vary |
| D       | 11 | Michal Barinka     | HC Vítkovice            |
| D       | 23 | Karel Rachunek     | Dynamo Moscow           |
| D       | 36 | Petr Caslava       | HC Pardubice            |
| D       | 44 | Miroslav Blatak    | Salavat Yulayev Ufa     |
| F       | 10 | Roman Cervenka     | HC Slavia Praha         |
| F       | 12 | Ales Kotalik       | Edmonton Oilers         |
| F       | 14 | Tomáš Plekanec     | Montreal Canadiens      |
| F       | 15 | Jan Marek          | Metallurg Magnitogorsk  |
| F       | 16 | Petr Cajanek (A)   | Dynamo Moscow           |
| F       | 17 | Jaroslav Hlinka    | Linköpings HC           |
| F       | 20 | Jakub Klepis       | Avangard Omsk           |
| F       | 24 | Zbynek Irgl        | Lokomotiv Yaroslavl     |
| F       | 60 | Tomas Rolinek      | Metallurg Magnitogorsk  |
| F       | 63 | Josef Vasicek      | Lokomotiv Yaroslavl     |
| F       | 68 | Jaromir Jagr (A)   | Avangard Omsk           |
| F       | 83 | Ales Hemsky        | Edmonton Oilers         |
| F       | 85 | Rostislav Olesz    | Florida Panthers        |

### Danska[14]
- Selektor:  Per Bäckman

| Položaj | #  | Igralec             | Moštvo                    |
| ------- | -- | ------------------- | ------------------------- |
| GK      | 1  | Patrick Galbraith   | SønderjyskE               |
| GK      | 30 | Frederik Andersen   | Herning Blue Fox          |
| GK      | 31 | Sebastian Dahm      | Johnstown Cheifs          |
| D       | 2  | Philip Hersby       | TOTEMPO HvIK              |
| D       | 3  | Phillip Larsen      | Frolunda HC               |
| D       | 4  | Mads Bodker         | Rogle BK                  |
| D       | 5  | Daniel Nielsen      | Herning Blue Fox          |
| D       | 7  | Jesper Damgaard (C) | Malmö Redhawks            |
| D       | 25 | Kasper Pedersen     | Frederikshavn White Hawks |
| D       | 27 | Mads Christensen    | Frederikshavn White Hawks |
| F       | 9  | Kasper Degn         | Bietigheim Steelers       |
| F       | 13 | Morten Green (A)    | Leksand                   |
| F       | 15 | Kim Lykkeskov       | SønderjyskE               |
| F       | 18 | Mads Christensen    | SønderjyskE               |
| F       | 19 | Kim Staal (A)       | Malmö Redhawks            |
| F       | 21 | Thor Dresler        | Herning Blue Fox          |
| F       | 24 | Alexander Sundberg  | Rødovre Mighty Bulls      |
| F       | 29 | Morten Madsen       | Houston Aeros             |
| F       | 33 | Julian Jakobsen     | Odense Bulldogs           |
| F       | 41 | Rasmus Olsen        | AaB                       |
| F       | 44 | Nichlas Hardt       | Malmö Redhawks            |
| F       | 61 | Jesper Jensen       | Frederikshavn White Hawks |
| F       | 89 | Mikkel Bødker       | Phoenix Coyotes           |
| F       | 93 | Peter Regin         | Binghamton Senators       |

### Finska[15]
- Selektor:  Jukka Jalonen

| Položaj | #  | Igralec              | Moštvo              |
| ------- | -- | -------------------- | ------------------- |
| GK      | 31 | Karri Rämö           | Tampa Bay Lightning |
| GK      | 34 | Juuso Riksman        | Jokerit             |
| GK      | 35 | Pekka Rinne          | Nashville Predators |
| D       | 3  | Petteri Nummelin (A) | Lugano              |
| D       | 4  | Ville Koistinen      | Nashville Predators |
| D       | 5  | Lasse Kukkonen       | Philadelphia Flyers |
| D       | 6  | Topi Jaakola         | Södertälje          |
| D       | 21 | Janne Niskala        | Frölunda            |
| D       | 28 | Anssi Salmela        | Atlanta Thrashers   |
| D       | 33 | Mikko Lehtonen       | Timrå               |
| D       | 44 | Janne Niinimaa       | SCL Tigers          |
| F       | 8  | Hannes Hyvönen       | Dinamo Minsk        |
| F       | 14 | Niklas Hagman        | Toronto Maple Leafs |
| F       | 20 | Antti Miettinen      | Minnesota Wild      |
| F       | 22 | Tommi Santala        | Kloten Flyers       |
| F       | 24 | Sami Kapanen (C)     | KalPa               |
| F       | 26 | Jarkko Immonen       | JYP                 |
| F       | 29 | Kalle Kerman         | Jokerit             |
| F       | 37 | Mika Pyörälä         | Timrå               |
| F       | 39 | Niko Kapanen         | Ak Bars Kazan       |
| F       | 41 | Leo Komarov          | Pelicans            |
| F       | 49 | Tuomas Pihlman       | JYP                 |
| F       | 51 | Juha-Pekka Hytönen   | JYP                 |
| F       | 73 | Jarkko Ruutu (A)     | Ottawa Senators     |
| F       | 82 | Ville Vahalahti      | TPS                 |

### Norveška[16]
- Selektor:  Roy Johansen

| Položaj | #  | Igralec               | Moštvo              |
| ------- | -- | --------------------- | ------------------- |
| GK      | 30 | Ruben Smith           | Storhamar Dragons   |
| GK      | 33 | Pål Grotnes           | Stjernen            |
| GK      | 34 | Andre Lysenstøen      | Stavanger Oilers    |
| D       | 5  | Juha Kaunismäki       | Stavanger Oilers    |
| D       | 6  | Jonas Holøs           | Färjestad           |
| D       | 7  | Tommy Jakobsen (C)    | Graz 99ers          |
| D       | 23 | Mats Trygg (A)        | Kölner Haie         |
| D       | 36 | Lars Erik Lund        | Vålerenga           |
| D       | 47 | Alexander Bonsaksen   | Vålerenga           |
| D       | 54 | Anders Myrvold        | Stavanger Oilers    |
| F       | 8  | Mads Hansen (A)       | Brynäs              |
| F       | 9  | Marius Holtet         | Färjestad           |
| F       | 10 | Lars Erik Spets       | Vålerenga           |
| F       | 14 | Peter Lorentzen       | Rögle               |
| F       | 19 | Per-Åge Skrøder       | Modo                |
| F       | 20 | Anders Bastiansen     | Färjestad           |
| F       | 21 | Morten Ask            | Duisburg Die Füchse |
| F       | 22 | Martin Røymark        | Sparta Warriors     |
| F       | 26 | Kristian Forsberg     | Storhamar Dragons   |
| F       | 29 | Tore Vikingstad       | Hannover Scorpions  |
| F       | 35 | Martin Laumann Ylven  | Linköping           |
| F       | 41 | Patrick Thoresen      | Lugano              |
| F       | 48 | Mats Zuccarello Aasen | Modo                |